# Hermanos Vesnin

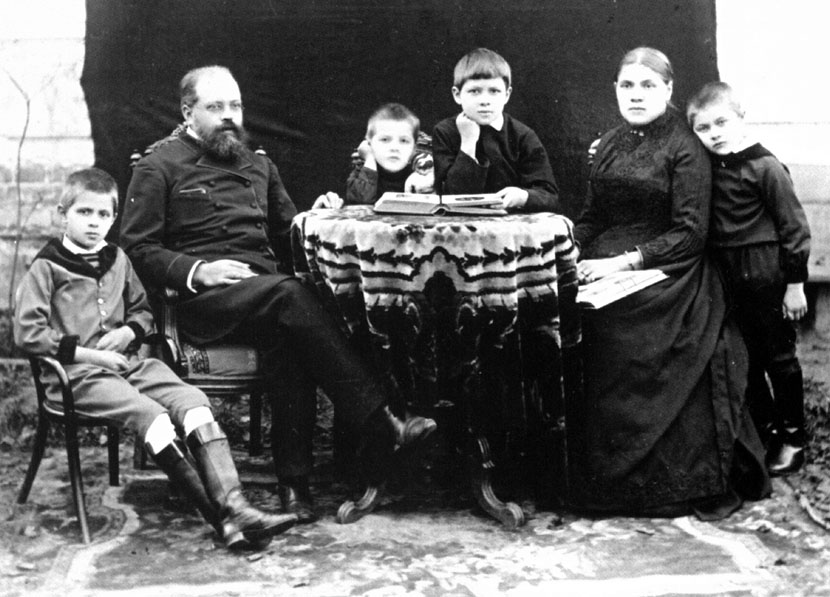
La familia Vesnín hacia 1890. De izquierda a derecha: Víktor Vesnín, Aleksandr Vesnín (padre), Aleksandr Vesnín, Leonid Vesnín, Elizaveta Vesniná (madre) y Lidia Vesniná (hermana)

Leonid Aleksándrovich Vesnín (en ruso: Леони́д Алекса́ндрович Весни́н) (Yúrievets, 10 de diciembre de 1880–Moscú, 8 de octubre de 1933), Víktor Aleksándrovich Vesnín (en ruso: Ви́ктор Алекса́ндрович Весни́н) (Yúrievets, 9 de abril de 1882-Moscú, 17 de septiembre de 1950) y Aleksandr Aleksándrovich Vesnín (en ruso: Александр Алекса́ндрович Весни́н) (Yúrievets, 28 de mayo de 1883-Moscú, 7 de noviembre de 1959) fueron tres hermanos arquitectos rusos. Víktor y Aleksandr fueron también pintores. Vinculados al constructivismo, formaron parte de la Unión de Arquitectos Contemporáneos (OSA). Entre 1926 y 1930 editaron la revista Sovreménnaya Arjitektura (Arquitectura contemporánea).

## Trayectoria

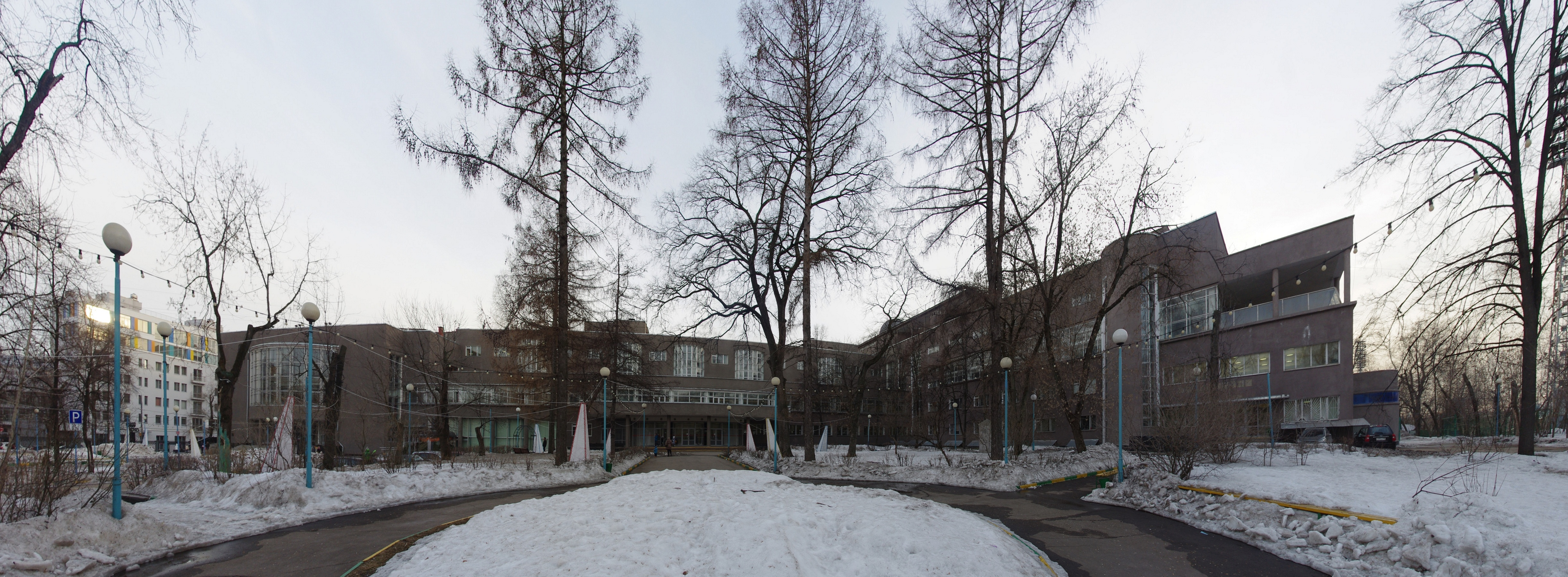
Casa de la Cultura, barrio Proletarski, Moscú (1931-1937)

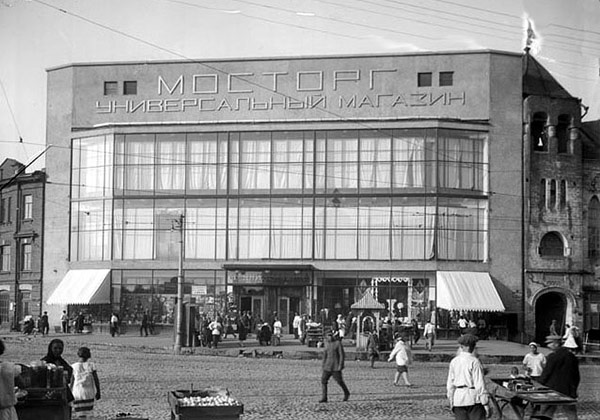
Almacenes Mostorg, de los hermanos Vesnín

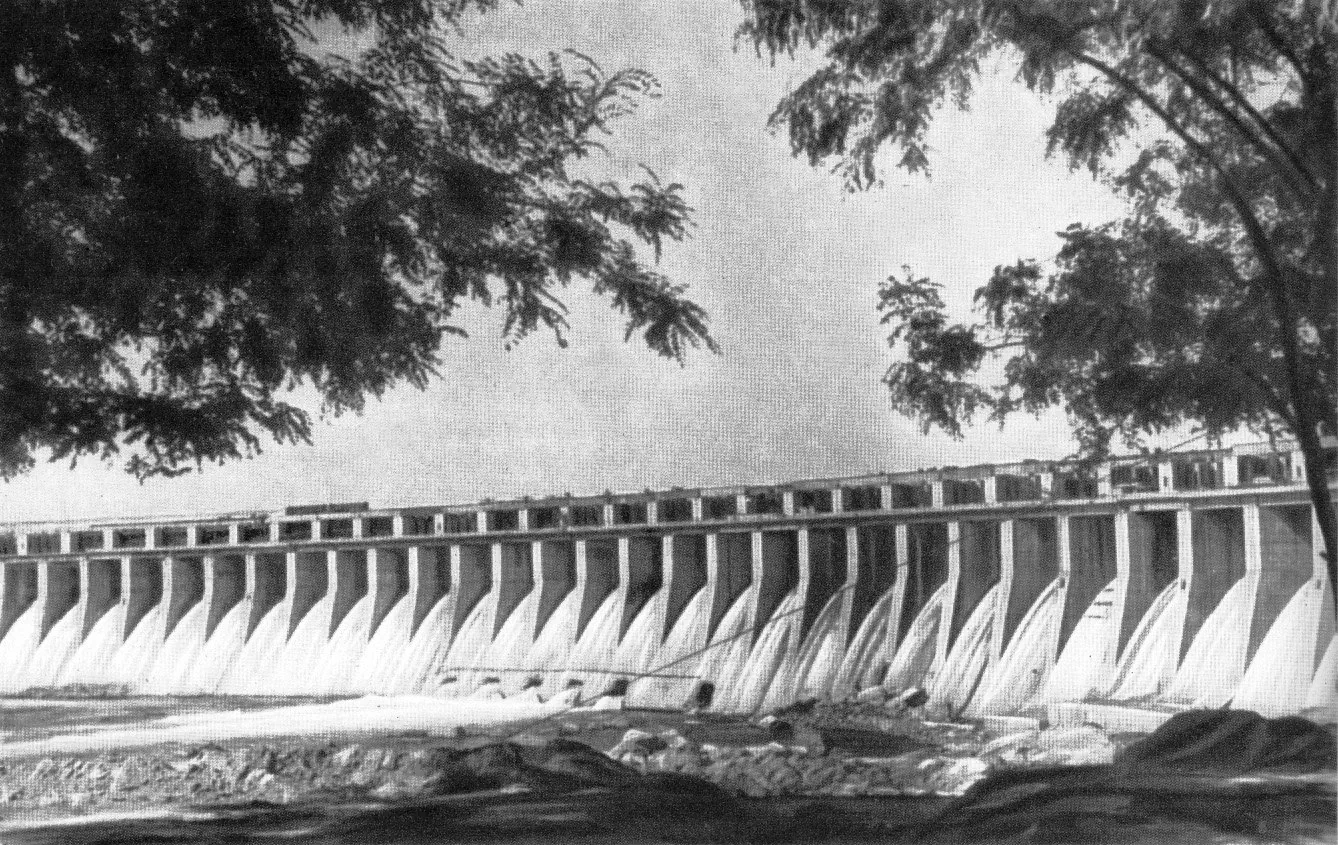
Estación Hidroeléctrica Dniéper en Zaporiyia (1927-1932), de Víktor Vesnín

Leonid estudió en la Facultad de Arquitectura de la Academia de Artes de San Petersburgo y, entre 1900 y 1906, trabajó en el taller de Leon Benois. Por su parte, Víktor y Aleksandr se formaron en el Instituto de Ingenieros Civiles (PIGI) de San Petersburgo y en los talleres de pintura de Jan Ciągliński en la misma ciudad (1911) y de Vladímir Tatlin en Moscú (1912-1913).
Desde 1910, trabajaron conjuntamente, excepto en el período 1914-1922. Entre sus primeras obras, todavía en un estilo neoclasicista, se encuentran el edificio de alquiler Kuznetsov (1910), la fachada de la oficina central de Correos (1911), el hotel Aratski (1913), el banco Yunker (1913) y las escuderías Mantáshev (1914), todos ellos en Moscú. Comenzaron a destacar con el hotel particular del alcalde de Nizhni Nóvgorod, D. Sirotkin (1914, actualmente Museo de Arte del Estado), uno de los mejores exponentes de la arquitectura prerrevolucionaria; el techo del comedor fue pintado por Aleksandr, en un estilo que denota la influencia del Renacimiento veneciano.
Con el inicio de la Primera Guerra Mundial y, posteriormente, con la Revolución de Octubre, separaron sus caminos por un tiempo: Leonid se dedicó especialmente al urbanismo y la construcción de viviendas obreras colectivas. Participó en la construcción de la central termoeléctrica de Shatura (1918-1919), de la que realizó también su ciudad obrera. En Moscú construyó diversos edificios para obreros como guarderías, cantinas, edificios de viviendas y casas del pueblo (1922-1923), en un estilo que se acerca al racionalismo europeo.

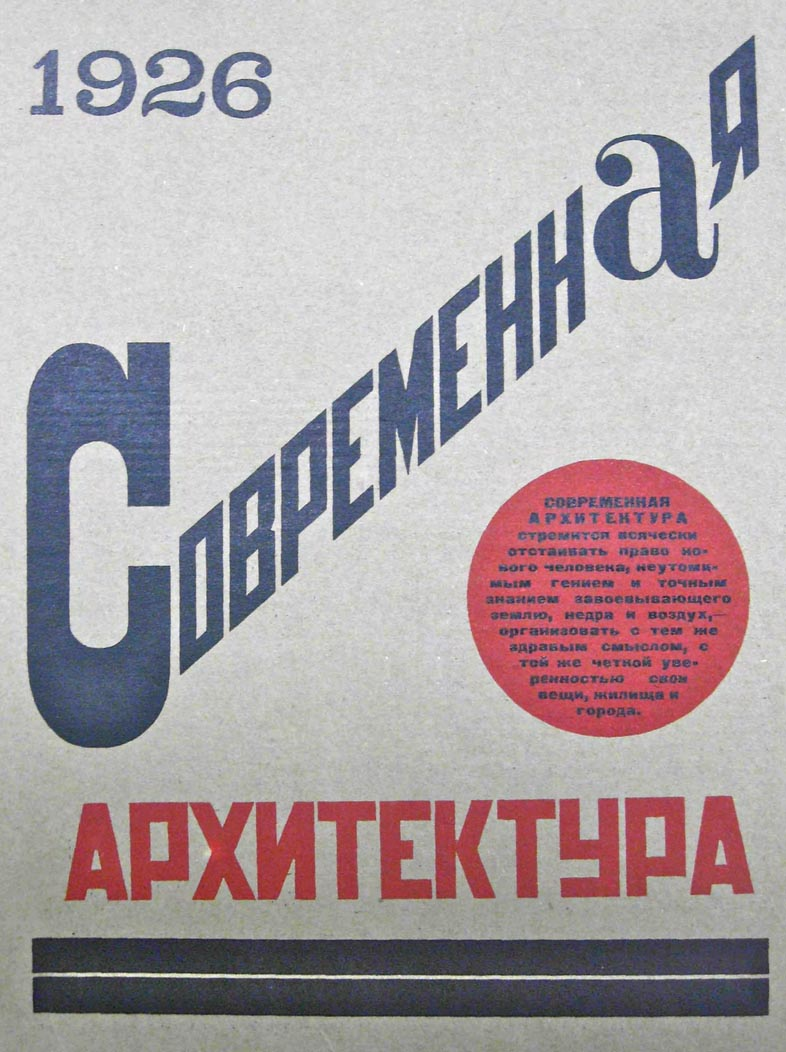
Portada interior de la revista Sovreménnaya Arjitektura por Alekséi Gan. N.º 1, 1926

Víktor se dedicó esos años a la arquitectura industrial, una especialización que mantuvo a lo largo de su vida. Entre 1915 y 1921 construyó varias fábricas químicas y textiles, entre las que destaca la gran manufactura Tomna en Kíneshma y las ciudades que la rodean (1917). Otra obra relevante fue el complejo del Instituto de Materias Primas Minerales de Moscú (1925), pero su obra más reconocida a nivel internacional fue la Estación Hidroeléctrica Dniéper en Zaporiyia, construida entre 1927 y 1932 en colaboración con otros arquitectos (Nikolái Kolli, Korchinski, Orlov y Andréievski).
Aleksandr se dedicó preferentemente a la pintura y la escenografía: tras unos inicios influido por Cézanne evolucionó hacia la vanguardia, primero al cubismo y, pasando por el futurismo, al constructivismo. Colaboró con el escenógrafo Aleksandr Taírov en el Teatro de Cámara y realizó diversos montajes en los que se encargó de los decorados y el vestuario: L'Annonce fait à Marie de Paul Claudel (1920), Fedra de Jean Racine (1922), The Man Who Was Thursday de G. K. Chesterton (1923). Con Liubov Popova realizó la puesta en escena de Batalla y Victoria (1921).
El acercamiento al constructivismo propició el retorno a la colaboración entre los tres hermanos. En 1925, fueron miembros fundadores de la Unión de Arquitectos Contemporáneos (OSA), una asociación que buscaba una arquitectura funcional que satisficiese las necesidades reales de la población, con el objetivo de aunar vanguardia artística y política y crear un arte productivo y utilitario. Su primer presidente fue Aleksandr Vesnín. El principal medio de difusión del grupo fue la revista Sovreménnaya Arjitektura («Arquitectura contemporánea»), editada por los hermanos Vesnín y Moiséi Guínzburg entre 1926 y 1930.
Entre sus realizaciones de esta época destacan el centro comercial de la calle Krásnaia Presnia de Moscú (1926-1927), la Casa de la Sociedad de Antiguos Deportados Políticos, actual Teatro-Taller del actor de cine (1929-1931) y la Casa de la cultura del barrio Proletarski de Moscú (1931-1937). Aunque sus mejores proyectos no llegaron a realizarse: el Palacio del Trabajo en Moscú (1923), la Sociedad Arkos (1924) y el edificio del diario Leningrádskaia Pravda (1924). En estas obras buscan los contrastes plásticos entre superficies ciegas y transparentes, interiores libres, volúmenes simples agrupados simétricamente y una distribución funcional de la planta por zonas. Sus últimos proyectos en este período, tampoco realizados, fueron el Teatro de acción de masas para Járkov (1931) y el Palacio de los Sóviets de Moscú (1931-1933), que por su rigidez y axialidad denotan un cierto retorno al academicismo.
En 1932, se produjo el fin de la OSA con la supresión de grupos artísticos llevada a cabo por la dictadura estalinista. Posteriormente diseñaron varios proyectos no realizados, como el Comisariado del Pueblo para la Industria pesada (1934) o la Casa de la Industria (1936).